# Huyện
Huyện là thuật ngữ để chỉ một đơn vị hành chính bậc hai của một quốc gia (đơn vị bậc một là tỉnh và thành phố trực thuộc trung ương như ở Việt Nam). Huyện được chia thành các xã và ít nhất là một thị trấn nơi chính quyền huyện đặt cơ quan hành chính.
Cấp huyện là một thuật ngữ khác được dùng để chỉ các đơn vị hành chính tương đương với huyện gồm có huyện, quận, thị xã và thành phố thuộc tỉnh.
Gần như trong tiếng Việt, "huyện" được dùng để chỉ đơn vị hành chính ở Việt Nam, Trung Quốc và có thể các quốc gia láng giềng như Lào, Campuchia trong khi "quận" được dùng khá rộng rãi hơn để chỉ các đơn vị hành chính tương đương ở các quốc gia khác như Hoa Kỳ, Pháp.

## Việt Nam

### Phân chia cấp đơn vị hành chính
Hiện nay, tại Việt Nam thì các đơn vị hành chính được phân chia một cách chính thức thành 3 cấp là cấp tỉnh, cấp huyện và cấp xã.

### Các đơn vị hành chính tương đương
- Tại các thành phố trực thuộc trung ương, huyện ngang cấp với:
  - Quận (nội thành).
  - Thị xã (nếu có)
- Tại các tỉnh, huyện tương đương với:
  - Thành phố thuộc tỉnh (nếu có)
  - Thị xã (nếu có)

### Các đơn vị hành chính cấp dưới
Một huyện thông thường được chia ra thành nhiều xã và có thể có một vài thị trấn. 

Tuy nhiên, hiện nay tại Việt Nam cũng có trường hợp huyện không có các đơn vị hành chính cấp dưới như:
- Bạch Long Vĩ, thuộc thành phố Hải Phòng.
- Côn Đảo, thuộc tỉnh Bà Rịa-Vũng Tàu.
- Cồn Cỏ, thuộc tỉnh Quảng Trị.
- Hoàng Sa, thuộc thành phố Đà Nẵng.
- Lý Sơn, thuộc tỉnh Quảng Ngãi.

### Phân loại đơn vị hành chính cấp huyện
Theo nghị định của Chính phủ số 15/2007/NĐ-CP ngày 26 tháng 1 năm 2007 "Về phân loại đơn vị hành chính cấp tỉnh và cấp huyện" thì đơn vị hành chính cấp huyện được phân làm ba loại: loại I, loại II và loại III.
Thành phố thuộc tỉnh, quận thuộc thủ đô Hà Nội và quận thuộc Thành phố Hồ Chí Minh là các đơn vị hành chính cấp huyện loại I. Quận thuộc Thủ đô Hà Nội và quận thuộc Thành phố Hồ Chí Minh có dân số và mật độ dân số cao, tính chất quản lý nhà nước về đô thị phức tạp và khó khăn, đạt tỷ lệ thu chi cân đối ngân sách hàng năm cao, là đơn vị hành chính cấp huyện thuộc đô thị loại đặc biệt.
Các đơn vị hành chính cấp huyện còn lại được tính điểm để phân loại theo các tiêu chí:
- Dân số
- Diện tích tự nhiên
- Các yếu tố đặc thù

## Trung Quốc
Trong phân cấp hành chính của Cộng hòa Nhân dân Trung Hoa, huyện là cấp hành chính thứ ba sau cấp tỉnh và cấp địa khu, các đơn vị "cấp huyện" bao gồm huyện, huyện tự trị, thành phố cấp huyện, kỳ, kỳ tự trị, và khu. Có 1467 huyện ở Trung Quốc đại lục trong tổng số 2861 đơn vị cấp huyện.